# Amanita boudieri
Amanita boudieri Barla, 1887 è un fungo basidiomicete della famiglia delle Amanitacee.

## Descrizione

### Cappello
Il cappello è di dimensioni di 6–15 cm, prima emisferico, poi piano e infine depresso al centro. L'orlo è festonato. Sulla cuticola sono presenti verruche biancastre, residui del velo generale.

### Lamelle
Le lamelle sono fitte, libere, ineguali, biancastre e con riflessi di color panna e taglio forforaceo.

### Gambo
Il gambo è alto 4–12 cm, ha un diametro di 2–4 cm ed è separabile. È infossato totalmente (o quasi) nel terreno, termina con un bulbo turbinato ed è ricoperto di squame biancastre. La volva è dissociata in anelli, mentre l'anello è membranaceo ed evanescente.

### Gleba
La gleba è bianca, immutabile e con odore e sapore insignificanti.

### Caratteri microscopici
Spore
Cilindriche, amiloidi con la sommità arrotondata. Dimensioni: 11-14x5-6 µm.
Basidi
Cistidi

## Distribuzione e habitat
Questo fungo cresce nella sabbia delle pinete marine mediterranee. Fruttifica in primavera. È una specie rara.

## Commestibilità
Non commestibile.

## Tassonomia

### Sinonimi e binomi obsoleti
- Lepidella boudieri (Barla) E.-J. Gilbert & Kühner, Bull. trimest. Soc. mycol. Fr. 44(2): 151 (1928)
- Aspidella boudieri (Barla) E.-J. Gilbert, in Bresadola, Iconogr. Mycol. 27(Suppl. 1): 79 (1941)
- Aspidella boudieri (Barla) E.-J. Gilbert, in Bresadola, Iconogr. Mycol. 27(Suppl. 1): 79 (1941) f. boudieri
- Amanita boudieri Barla, Bull. Soc. mycol. Fr. 3: 195 (1887) f. boudieri
- Amanita boudieri Barla, Bull. Soc. mycol. Fr. 3: 195 (1887) var. boudieri[1]